# Гаттико
Гаттико (итал. Gattico) — коммуна в Италии, располагается в регионе Пьемонт, в провинции Новара.
Население составляет 3312 человек (2008), плотность населения составляет 205 чел./км². Занимает площадь 16 км². Почтовый индекс — 28013. Телефонный код — 0322.
Покровителями коммуны почитаются святые Косма и Дамиан, целители безмездные, празднование 26 сентября.

## Демография
Динамика населения:

## Администрация коммуны
- Официальный сайт: https://web.archive.org/web/20100515091321/http://www.comune.gattico.no.it/